# Alskär och Stenskär
För andra betydelser, se Alskär eller Stenskär (olika betydelser).
Alskär och Stenskär är en ö i Finland. Den ligger i Skärgårdshavet och i kommunen Pargas i den ekonomiska regionen  Åboland i landskapet Egentliga Finland, i den sydvästra delen av landet. Ön ligger omkring 52 kilometer väster om Åbo och omkring 200 kilometer väster om Helsingfors.
Öns area är 6,6 hektar och dess största längd är 410 meter i öst-västlig riktning.